# Růžena Sypěnová
Růžena Sypěnová (10. listopadu 1932 Praha – 4. června 2005 Marefy, Bučovice) byla česká textařka, scenáristka, libretistka a zpěvačka.

## Životopis
Narodila se v Praze, ale většinu života spojila s jižní Moravou. V Brně vystudovala reálné gymnázium na němž maturovala v roce 1952. Již během studií na gymnáziu zpívala s tanečním orchestrem „Spirituál“ pod pseudonymem Bohumila Záhorská. Později byla sólistkou tanečního orchestru Erika Knirsche a zároveň zpívala v mládežnickém souboru „Radost“ pod vedením Ludvíka Podéště. V roce 1953 nazpívala na desky několik písní s orchestrem Júlia Móžiho. Poté se vdala a přerušila pěveckou kariéru. Po rozvodu se vrátila ke zpívání a působila v letech 1962–1968 u Pragokoncertu. Od roku 1966 začala také psát písňové texty a od roku 1973 pracovala v dabingovém oddělení Československé televize v Brně na úpravách textů zahraničních filmů. Také se podílela na pořadu Jazzové dialogy.
V období politického uvolnění koncem šedesátých let patřila mezi zakládající členy nezávislého hudebního nakladatelství Discant, jimiž byli Jan Šimon Fiala, Ladislav Rosecký, Josef Komůrka a Vladimír Fiala, příležitostný textař a hudebník. (Discant vznikl v únoru 1969 v Brně, přičemž iniciátorem a poté ředitelem byl brněnský textař a moderátor rozhlasových a televizních hudebních pořadů J. Š. Fiala. Růžena Sypěnová vykonávala funkci uměleckého poradce přes vydávaný repertoár, vedoucím výroby byl zpěvák L. Rosecký, vedoucím obchodního oddělení byl bývalý majitel obchodu s gramodeskami v Brně Josef Komůrka.) Nakladatelství, které zlikvidovali normalizační politici, se po změně politických poměrů v roce 1990 pokoušela obnovit.

## Ocenění
- Zlatá medaile italské Akademie umění a práce za texty k cyklu italských lidových písní
- Čestný odznak Per Ardua Ad Astra od sekce zahraničních letců RAF za píseň Válečným letcům a za literární pásmo Na trase zamlženo
- Medaile II. stupně jako zasloužilému bojovníku proti fašismu

Jako formu pocty můžeme brát začlenění postavy Růženy Sypěnové spisovatelem Jaroslavem Velinským do detektivky Tmavá studnice (1984).

## Tvorba
Písňové texty psala většinou pro brněnské a jihomoravské interprety, jako Orchestr Studio Brno, Orchestr Gustava Broma a řadu dechových souborů. Několik písní zvítězilo v autorské rozhlasové soutěži Sedm mikrofonů, většina byla natočena v Československém rozhlasu a částečně také v Československé televizi.

### Seznam textů písní
A –
- Ať je to on, Jarmila Veselá – (It Must Be Him), hudba: Gilbert Bécaud – 1969
- Až rozkvetou lípy, Jarmila Veselá – (La premiere étoile), hudba: Paul Mauriat – 1970

B –
- Bál pro Ječmínka, Vladěna Pavlíčková – hudba: Josef Audes – 1970
- Bláznivá touha, Jarmila Veselá – (Donne ton coeur, donne ta vie), hudba: Patricia Carli – 1973
- Bláznivej den, Milan Černohouz – (You`ve got to me), hudba: Neil Diamond – 1971
- Bláznivý déšť, Stříbrňanka – hudba: Jiří Vrána
- Bojané vám hrají, Bojané z Dolních Bojanovic – hudba: Jiří Volf – 1985
- Bonjour, Bonjour, Jarmila Veselá – (Bonjour, Bonjour), hudba: Henry Mayer – 1969
- Boty z toulavého telete, Petr Pospíšil – hudba: Miloš Machek – 1966
- Brát nebo dávat, Helena Blehárová – (She Works Hard For The Money), hudba: Donna Summer, Michael Omartian – 1984
- Být tak sám, Milan Černohouz – hudba: Karel Kuba – 1982
- Bývala, Zbyšek Pantůček – (She Was The Prettiest Woman), hudba: tradicionál – 1966

C –
- Cikánské housle, Eva Martinová – (Violino Tzigano), hudba: Cesare Andrea Bixio – 1966
- Co bylo v ořeší, Šohajka – hudba: Ladislav Prudík – 2001
- Co ti brání, Vladěna Pavlíčková – hudba: Václav Vacík – 1973

Č –
- Čas blankytů, Jana Matysová – hudba: Burt Bacharach
- Čas jabloní, Milan Černohouz a Vladěna Pavlíčková – (You And I), hudba: Roland Vincent, Eddie Barclay – 1980
- Čekej mě, lásko, Jiří Korn – (Путь к сердцу), hudba: Jurij Malikov – 1981
- Černé pondělí, Milan Černohouz – hudba: Chris Andrews – 1967
- Čím je to jen, čím, Petr Pospíšil – hudba: Jan Kulíšek – 1969
- Čím to je, Jarmila Veselá – hudba: Jaromír Klempíř – 1974

D –
- Dávným láskám, Marie Řezáčová a Štěpán Mátl – hudba: Jaroslav Humpolík – 1995
- Démon, Vladěna Pavlíčková – (Lover, nimm dich in Acht), hudba: Anonym – 1967
- Děvčátko, Milan Černohouz – (Mädchen, Mädchen), hudba: Giorgio Moroder – 1970
- Dík za vychování, ? – hudba: František Maňas
- Díky vám, Milan Černohouz a Štěpán Mátl – (Tornerei, tornero), hudba: Marinco Rigaldi – 1976
- Dobré ráno, Dušan Grůň – hudba: Oldřich Blaha – 1975
- Do tance, Marie Řezáčová a Štěpán Mátl – hudba: František Maňas st. – 1985
- Dožínková, Jana Matysová a Jiří Helán – hudba: Jan Sehnal – 1975
- Džbán a pavouk, Milan Černohouz – hudba: Rudolf Hájek – 1971

G –
- Galileo, vstaň, Milan Černohouz – hudba: Oldřich Blaha – 1968

H –
- Holubičko, ? – hudba: Rudolf Zavadil

Ch –
- Chci být ti blíž, Jana Matysová a Jan Hanák – hudba: Igor Vasiljevič Jakušenko – 1981
- Chci žít a zpívat, Milan Černohouz – (Easy Living), hudba: Ken Hensley – 1973
- Chodíme Vysočinou, Ivana Zbořilová a Milan Černohouz – hudba: Blahoslav Smišovský – 2008
- Chvíle mámení, Milan Černohouz – (I Like Chopin), hudba: Pierluigi Giombini – 1984

J –
- Já bych spal, Milan Černohouz – hudba: Bobby Scott, Beth Malone – 1970
- Jak šel čas, Milan Černohouz – (First Of May), hudba: Barry Alan Gibb, Robin Hugh Gibb – 1969
- Jako tenkrát, Vladěna Pavlíčková – hudba: Burt Bacharach – 1971
- Jarní břízy, Jarmila Veselá – hudba: Jiří Volf – 1976
- Já odjedu, Hana Pazeltová – hudba: Oldřich Blaha – 1969
- Jediný lék, Milan Černohouz – hudba: Josef Audes – 1974
- Jednou za svítání, Milan Černohouz – hudba: Karel Horký – 1981
- Je to v nás, Milada Ludíková a Antonín Mucha – hudba: Jaroslav Kubáček – 1985
- Jen spinkej dítě, ? – hudba: František Maňas
- Jenom hra, Helena Blehárová – (The Show Is Over Now), hudba: Petula Clark – 1968
- Jeřabiny, Miroslav Šuba – hudba: Václav Maňas st. – 1976
- Ještě jedenkrát, Štěpán Mátl – (Love Is In The Air), hudba: Harry Vanda, George Redburn Young
- Jitřní polka, ? – hudba: Blahoslav Smišovský

K –
- Kam cesty vedou, Vladěna Pavlíčková – hudba: Miloš Machek – 1977
- Kam chodíš za rosy, Jana Matysová a Karel Zelníček – hudba: Jiří Volf – 1981
- Kde je ten dům, Laďka Kozderková – (?), hudba: Scott David English – 1969
- Kde ses toulal, Eva Martinová – (Messer, Gabel, Schere, Licht), hudba: Ralf Arnie, Joe Lander, Leo Leandros – 1966
- Kde tě mám, Jarmila Veselá – (Stare ljubavi), hudba: Delo Jusič – 1979
- Kdo ze srdce dává, ? – hudba: Jiří Vrána
- Koho ptát se mám, ? – hudba: Blahoslav Smišovský
- Koník rezavej, Vladěna Pavlíčková – (Boy), hudba: Geoff Stephens, Howard Blaikley – 1970
- Kopretiny pro Radku, Galánečka Kamila Bartáka – hudba: Radoslav Muselík – 1996
- Kotě k svátku, ? – hudba: Rudolf Zavadil
- Kouzelný dům, Jana Matysová – (A House Is Not a Home), hudba: Burt Bacharach – 1971
- Krajkový šátek, Stříbrňanka – hudba: Ladislav Prudík
- Krčma u moře, Vladěna Pavlíčková – hudba: Josef Růžička – 1972
- Kytka blatouchů, Laďka Kozderková – hudba: Bohuslav Sedláček – 1969

L –
- Lán s voňavou půdou, Jarmila Veselá – hudba: Max Wittmann – 1975
- Léta, léta bláznivá, Milan Černohouz – hudba: Karel Horký – 1978
- Líbezný sen, ? – hudba: Ivo Horký
- Lidické růže, Jarmila Veselá – hudba: Bohuslav Sedláček – 1974

M –
- Malérečka, ? – hudba: Jiří Volf
- Maličká, Valaška – hudba: František Maňas – 2001
- Mám čas, Milena Polášková – hudba: Miroslav Hanák – 1968
- Měsíce jdou, Jarmila Veselá a Tibor Lenský – (Als het om de liefde gaat), hudba: Andreas Holten, Hans van Hemert – 1972
- Mládí, mládí, Jarmila Veselá – hudba: Bohuslav Sedláček – 1979
- Moje cesta, Jarmila Veselá – (My Way), hudba: Claude François, Jacques Abel Jules Revaud – 1988
- Moje milá, Brněnská Moravěnka – hudba: Vladimír Pfeffer – 1988
- Modlitba básníkova, Tibor Lenský – (My Girl Maria), hudba: James Anthony Luck, John Szego – 1970
- Motýlek, Jarmila Veselá – hudba: Rudolf Hájek – 1976
- Muž v bílé přilbě, Vladěna Pavlíčková – hudba: Miroslav Hanák – 1980
- Může být, Helena Blehárová – (Once I Loved), hudba: A. C. Jobim – 1983

N –
- Na konci světa, Vladěna Pavlíčková a Milan Černohouz – hudba: Jan Kulíšek – 1970
- Na lásku přísahej, ? – hudba: Jiří Vrána
- Na zdraví, Lácaranka – hudba: Pavel Svoboda
- Nad řekou Moravou, Bojané z Dolních Bojanovic – hudba: Rudolf Zavadil ml. – 1994
- Nebuď lhostejný, Karel Černoch – hudba: Bohuslav Sedláček – 1977
- Nechte děti spát, Vladěna Pavlíčková a Milan Černohouz – (For The Roses), hudba: Joni Mitchell – 1975
- Nejhezčí, Stříbrňanka – hudba: Jiří Vrána
- Nejhezčí dar, Dolanka – hudba: František Maňas – 1994
- Někdo hledá náš dům, Vladěna Pavlíčková – (Everybody Go Home The Party's Over), hudba: Kenny Young – 1972
- Někdy k ránu, Yvetta Simonová – hudba: Josef Kostečka – 1979
- Nemám stání, Milan Černohouz – hudba: Mojmír Bártek – 1973
- Nemusíš se bát, Milan Černohouz – hudba: Oldřich Blaha – 1971
- Nepiš mi dál, Helena Blehárová – (You Go to My Heart) – hudba: Fred J. Coots – 1983
- Nevzdychej, Milan Černohouz – hudba: Mojmír Bártek – 1971
- Něžná dívka, Stříbrňanka – hudba: Jiří Vrána
- Nikdy nebudeš sám, Vlaďka Prachařová – hudba: Bohuslav Sedláček – 1974

O –
- O děťátku, ? – hudba: Rudolf Zavadil
- Obehraná písnička, Milan Černohouz – hudba: Miroslav Hanák – 1970
- Okouzlená, Jarmila Veselá – (Bewitched), hudba: Richard Rodgers – 1988
- Ona ví, Milan Černohouz – (Let It Be), hudba: The Beatles – 1971

P –
- Pár kapek vína, Milan Černohouz – (You're Such A Good Looking Woman), hudba: Mike Edward Hazlewood – 1970
- Páteční děti, Vladěna Krumlová – hudba: Erik Knirsch – 1969
- Pavlínka, Bojané z Dolních Bojanovic – hudba: Jiří Volf – 2013
- Píseň o tichu, Milan Černohouz a Vladěna Pavlíčková – (The Sound of Silence), hudba: Paul Simon – 1969
- Píseň pro dva, Laďka Kozderková a Tibor Lenský – hudba: Lubomír Novosad
- Písnička o mládí, Šohajka – hudba: František Maňas – 1994
- Pod deštníkem, Starobrněnská 12 – hudba: Jan Přehnal – 1981
- Podej mi dlaň, Milan Černohouz – (Can't Take My Eye Off Of You), hudba: Bob Crewe, Robert Gaudio – 1969
- Polnice, Milan Černohouz – (Girl Called Fantasy), hudba: The Selofane – 1969
- Poněkud neskutečná, Milan Černohouz a Vladěna Pavlíčková – hudba: Karel Horký – 1980
- Poslední v řadě, Milan Černohouz – (Sweet Caroline), hudba: Neil Diamond – 1970
- Poslední waltz, Zbyšek Pantůček – (Last Waltz), hudba: Barry Mason a Les Reed – 1968
- Pouhý příběh, Milan Černohouz – (You'll Never Know), hudba: Joe Gordon – 1976
- Pozdrav spartakiádě, Milan Černohouz – hudba: Josef Růžička – 1975
- Pozdravuj rána, Milan Černohouz a Vladěna Pavlíčková – (How Do You Do), hudba: Hans Chr. van Hemert – 1973
- Pro Alenku, Žadovjáci – hudba: Miloslav R. Procházka – 1993
- Pro tebe, Marie Řezáčová a Karel Zelníček – hudba: Jaroslav Humpolík – 1995
- První stráž, Karel Zelníček – hudba: Jiří Volf – 1977
- Přej mi štěstí, Jiří Duchoň – (?), hudba: A. Alison a J. Alison – 1969
- Přiletěl jeřábek, Bojané z Dolních Bojanovic – hudba: Jiří Volf – 1985
- Psáno do písku, Ladislava Kozderková – (Schreib es in den Sand), hudba: Charlie Niessen – 1968
- Ptačí zpívání, ? – hudba: Blahoslav Smišovský
- Ptám se vás, Karel Zelníček a Ludmila Trnková – hudba: František Muselík – 1977
- Pusa od třešní, Milan Černohouz – hudba: Bohuslav Sedláček – 1972

Ř –
- Řeky, Štěpán Mátl – hudba: František Maňas – 1974

S –
- Sacramento, Vladěna Pavlíčková – hudba: Giosafatte Capuano, Mario Capuano – 1972
- Sen lidí, Jarmila Veselá – (People), hudba: Jule Styne – 1974
- Seznámení, Eva Martinová a Zbyšek Pantůček – (?), hudba: Gilbert Bécaud – 1966
- Skromné srdce, Pavel Novák – (Wo ist mein Weg zu Ende), hudba: Udo Jürgens – 1970
- Sliboval mi hory doly, Eva Martinová a Milena Polášková – (Memories Of Heidelberg), hudba: Henry Mayer – 1968
- Slunce a loď, Milan Černohouz a Vladěna Pavlíčková – hudba: Josef Růžička
- Slunce Vincenta van Gogha, Jiří Duchoň – hudba: Miroslav Hanák – 1970
- Sluneční dům, Milan Černohouz – hudba: Josef Blaha – 1967
- Slunečník, Vladěna Pavlíčková – hudba: Rudolf Hájek – 1974
- Smím dál, Helena Blehárová – (You Me Blase) – hudba: Chico Hamilton – 1984
- Smíš, Jana Matysová – hudba: Miroslav Hanák – 1982
- Smůlu v lásce mám, Jarmila Veselá – (When I Fall In Love), hudba: Victor Young, Edward Heyman – 1986
- Staré lampy, Vladěna Pavlíčková – (Sweets For My Sweet), hudba: Mortimen Shuman, Doc Pomus – 1970
- Staré nábřeží, Stříbrňanka – hudba: Jiří Vrána
- Starodávná láska, Galánečka Kamila Bartáka – hudba: František Maňas – 1998
- Stop, Milan Černohouz – (Rubberneckin'), hudba: Dory Jones, Bunny Warren – 1970
- Sucho, Vladěna Pavlíčková – (Wolf), hudba: Kenny Young – 1971
- Světlo v temnotě, Helena Blehárová – hudba: Duke Ellington – 1988

Š –
- Šarm, Milan Černohouz – (Day In Day Out), hudba: Rube Bloom – 1970
- Šeříková polka, Brněnská Moravěnka – hudba: František Maňas – 1999
- Šohaj švarný, Bojané z Dolních Bojanovic – hudba: Rudolf Zavadil ml. – 1994

T –
- Tajná zpráva, Vlasta Bláhová – (The Sun Ain't Gonna Shine (Anymore)), hudba: Bob Grewe – 1967
- Tak nevím, Helena Blehárová – (My Love), hudba: Tony Hatch – 1967
- Talisman, Alena Tichá – (Schenk mir dein Herz als Talisman), hudba: Christian Bruhn – 1966
- Teď už svítá, Vladěna Pavlíčková – hudba: neznámý autor – 1982
- Ten, kdo tě zná, Jarmila Veselá – (La bonne année), hudba: Francis Lai – 1974
- To byl tenkrát čas, Štěpán Mátl – hudba: Ladislav Němec – 1975
- Tonička, Josef Vrána – hudba: Václav Maňas st. – 1982
- To se zdá, Jarmila Veselá – (Aprés toi), hudba: Mario Panas, Klaus Munro – 1972
- Tříkrálová koleda, ? – hudba: František Maňas
- Ty a já, Jarmila Veselá – (Toi et moi), hudba: Giorgio Conte, Michele Virano, Vito Pallavicini – 1976

U –
- U nás, Marie Řezáčková a Štěpán Mátl – hudba: Jaroslav Humpolík – 1981
- U táboráku, Dolanka – hudba: František Maňas – 1994
- Už klasy zlátnou, Jaroslav Zbořil a Anežka Urbánková – hudba: František Maňas st. – 1976
- Už chci jen žít, Vladěna Pavlíčková – (A Love Like Yours Don't Come Knocking Everyday)), hudba: Brian Holland, Lamont Dozier – 1971

V –
- Valčík mezi růžemi, Zuzana Štruncová – hudba: Josef Růžička – 1986
- Velké věci, Paprsky – hudba: Miloš Machek – 1985
- Víc už si nežádám, Eva Martinová – (Just Loving You), hudba: Tom Springfield – 1967
- Vítej k nám, Tibor Lenský – hudba: František Mušelík – 1971
- Vodnář, Helena Blehárová – (Aquarius), hudba: Galt MacDermot – 1970
- Všechny světla rozsvítím, Petr Pospíšil – (Ich mach´ alle Lichter an), hudba: Mario Panas, Ralf Arnie, Ronny Hein – 1968
- Vysočině, Ivana Jelínková a Milan Černohouz – hudba: František Maňas – 2001
- Vzpomínáš, Štěpán Mátl – hudba: Rudolf Zavadil – 1988

Z –
- Za lesem, Antonín Hrůza – hudba: Miroslav Hanák – 1967
- Za maminkou, Štěpán Mátl – (Funny Familiar Forgotten Feelings), hudba: Milton Newbury – 1970
- Zahrajte Bojané, Bojané z Dolních Bojanovic – hudba: Jiří Volf – 1990
- Zalíbily, zalíbily, Vracovjáci – hudba: Vladimír Pfeffr
- Zas se nebudeme znát, Helena Blehárová – hudba: Billy Eckstein – 1982
- Zavři oči svý, Yvetta Simonová – hudba: Mojmír Balling – 1974
- Zelený svět, Laďka Kozderková – hudba: Radko Tauber – 1969
- Zlatá svatba, Jaroslav Zbořil a Anežka Urbánková – hudba: František Muselík – 1976
- Zpívání o tobě, Helena Blehárová – (Iptissam /Love's song Adelina/), hudba: Jean Kluger – 1971
- Zůstaň chvíli, Šohajka – hudba: Jiří Helán, Jiří Tesařík – 2004

Ž –
- Život, Helena Blehárová – (Kismet), hudba: Hagen Galatis, Kurt Feltz – 1966

Napsala český text k úvodní písničce televizního seriálu Smolíkovi.

## Nahrávky písní
- Neusínám – (Ludvík Podéšť / Vlastimil Pantůček)
- Den po svatbě – (Ludvík Podéšť / Vlastimil Pantůček)
- Já netroufám si – (Ludvík Podéšť / Rudolf Žák)
- Láska visí na niti – (? / Vlastimil Pantůček) – duet s Milanem Smětákem
- Šel Frantík kolem zahrádky – (Ludvík Podéšť / Jaroslav Dietl)